# Distrito Chana
La Chana es un distrito municipal de la ciudad de Granada, en España, situado en la zona noroccidental de la capital granadina. Está compuesto por los barrios de las Angustias-Chana-Encina, Bobadilla y el Cerrillo de Maracena. Chana limita con los distritos de Ronda, Beiro y Norte, así como con los términos municipales de Santa Fe, Atarfe y Maracena.
Con una intensa vida propia, la Chana es uno de los distritos más populares de Granada, famoso por sus innumerables bares que ofrecen tapas del tamaño de media ración, completamente gratuitas con una consumición (cerveza, refresco, vino tinto, etc). Ha sido el punto de partida de símbolos de la ciudad, como el Granada 74, o grupos de música tan emblemáticos como 091, Lagartija Nick o Los Planetas.
La Facultad de Bellas Artes, y la Escuela Técnica Superior de Ingenierías Informática y de Telecomunicación (ETSIIT) de la Universidad de Granada se encuentran en el distrito.

## Historia del Distrito y Barrios

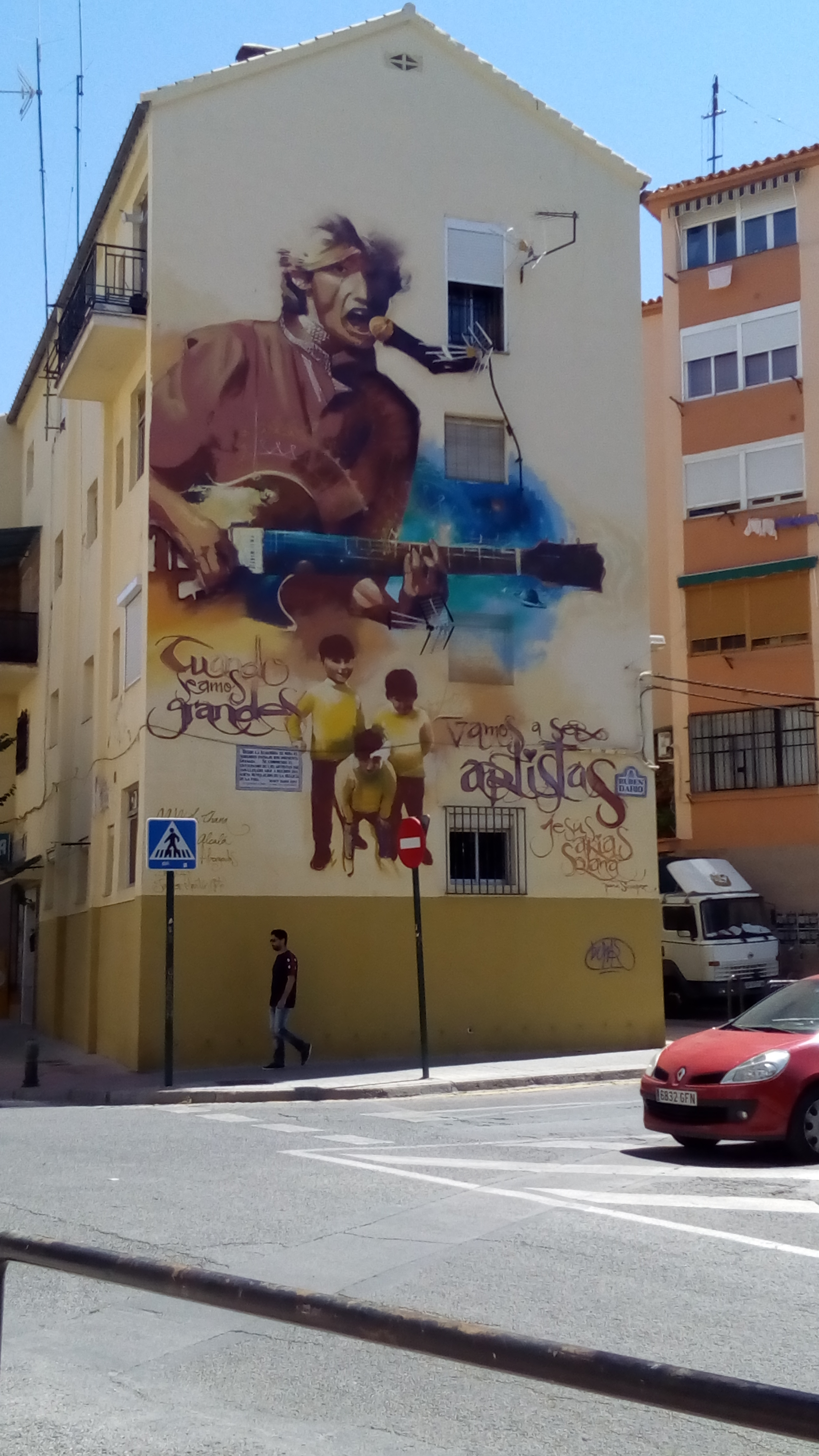
Arte al aire libre en La Chana, homenaje al músico y periodista Jesús Arias Solana, fallecido en 2015, en el lateral de su casa natal

El distrito se divide en tres barrios: Angustias-Chana-Encina, Cerillo de Maracena y Bobadilla.
El origen del distrito y del barrio de La Chana fue con la construcción de las barriadas Angustias, Chana, Victoria, Encina, Las Torres y Las Perlas. Angustias es la zona más antigua, originada por el Patronato del arzobispado que llevó a cabo las construcciones entre 1953 a 1960.
El barrio se erigió en el Pago de Fatinafar, en antaño rica tierra para el cultivo y que servía para el mantenimiento de las mezquitas en la época del Reino nazarí. Los terrenos se recalificaron en los años 50 produciéndose la construcción acelerada del barrio en una zona de cortijos que solo era habitada por familias trabajadoras de la Azucarera de San Isídro en Bobadilla y por los vecinos del Cerrillo de Maracena que por estos tiempos seguía siendo una aldea perteneciente al cercano pueblo de Maracena. 
Las primeras viviendas se levantaron en 1956 en los terrenos del Cortijo de "La Chana", de ahí toma su nombre el barrio, al igual que las barriadas de Angustias y Encina, edificadas en los terrenos del Cortijo de Angustias y Cortijo de la Encina construidas por el Patronato de Santa Adela. Con el aumento del éxodo rural se sigue construyendo viviendas, expandiendo el barrio. La promotora granadina Construcciones Rojas urbanizó la zona con bloques de 3 plantas en forma de H, estos bloques más las viviendas sociales del Patronato de la Virgen de las Angustias conformaron La Chana. Posteriormente se edificó La Victoria hacia 1958 siendo una zona de viviendas asequibles para una población obrera. La construcción de la segunda fase, conocida como La Guita, finalizaria en 1964. Ya en los años 60 se construye el barrio Barriada San Juan de Dios en el Cerrillo de Maracena quedando integrado en la ciudad de Granada y pasando a ser parte del Distrito Chana. A finales de la década de los 60 se inicia la construcción de la barriada de Las Torres siendo bloques de pisos de hasta 9 plantas con carácter de vivienda de protección oficial y a principios de la década de los 70 los bloques de Las Perlas.
Además de las existentes barriadas actuales, durante casi 20 años hubo otra barriada situada en la Huerta de La Virgencica, concretamente entre el Cerrillo de Maracena y la carretera de Jaén, llamada La Virgencica. En 1962 se empiezan a construir los barracones hexagonales de La Virgencica para acoger momentáneamente a la población damnificada por las inundaciones en las casas cueva del Sacromonte, Albayzin y del Barranco del Abogado. Una arquitectura aclamada en su momento debido a sus casas-barracas de hormigón en forma de hexágono unidas por una cara las unas con las otras, un paso intermedio como puente de adaptación entre vivir en una casa cueva a una casa (aunque con materiales de baja calidad y hacinados en 30 metros cuadrados). A partir de 1964 se constituye como una barriada permanente, debido al desentendimiento del Ayuntamiento, surgiendo un poblado chabolista conocido popularmente como la “Ciudad de Plata” por sus techos de uralita que reflejaban el sol y que llegó a acoger a más de 5000 personas en chabolas de hasta 37 metros cuadrados (en el mejor de los casos) con una alta población de etnia gitana. La vida en La Virgencia, barrio obrero trabajador era muy difícil dado los escasos recursos de las familias y los nulos servicios básicos: agua, luz, asfalto, servicios sanitarios, educación etc. En su mayoría la población eran albañiles, obreros, tratantes de ganado, quincalleros etc. El barrio carecia de toda clase de servicios puesto que estaba en una situación de "provisionalidad infinita" y en un limbo legal. Se constituyó como Asociación de Vecinos en 1969, siendo el primer barrio de Granada en el que se legalizó una AA.VV. pidiendo el cumplimiento de los servicios básicos y el realojo. Fue un emblema del movimiento obrero de la ciudad y sentó un precedente de organización sindical clandestina en el franquismo (estando prohibidos los sindicatos). Dicha problemática se empezó a resolver realojando a gran parte de su población en la barriada de La Paz y en el barrio de Cartuja durante la década de los 70, sin embargo otras personas de escasos recursos poblaron las chabolas deshabitadas continuando la vida del barrio. En sus últimos años, La Virgencica se había convertido en un foco de insalubridad y en una zona marginal, para eliminar el problema del chabolismo, el Ayuntamiento de Granada demolió la barriada en abril de 1982 y reubicó forzosamente a los vecinos en viviendas sociales en Almanjáyar y Rey Badis. Más tarde se vendería el terreno a bancos y grupos inversores para levantar la hoy conocida zona de Albayda.
En 1983 cerró la Azucarera de San Isídro, siendo esta la última fábrica de este tipo en la ciudad. La Chana surgió como un barrio obrero por el aumento de población de la ciudad que necesitaba expandirse por la Vega granadina. Con la democracia el barrio se ha ido expandiendo hasta unificarse con la ciudad. La Chana basa su comercio en el bulevar de la antigua carretera de Málaga, siendo famoso en la ciudad el sector de la hostelería por sus grandes tapas. Es un barrio abierto y multicultural, algunas de sus calles más icónicas están adornadas con murales del artista urbano granadino 'El Niño de las Pinturas'. Presenta un problema de vías de acceso y comunicación dado que se puede considerar que el barrio está dividido en dos por las estructuras y vías ferroviarias del tren de Granada, una queja importante de los habitantes. 
En la actualidad, el distrito se divide en tres zonas siendo Bobadilla un núcleo fuera de los límites de la ciudad, Angustias-Chana-Encima corazón del distrito y barrio que engloba 6 barriadas (Angustias, Chana, Encina, Victoria, Las Torres y Las Perlas) y Cerrillo de Maracena que se divide en la antigua barriada de San Juan de Dios, Los Barrios y la nueva zona del Barrio de los Periodistas, espacio de reciente expansión para una clase acomodada-alta en una zona de auge de negocios del sector servícios y que cuenta con grandes espacios como el Parque Almunia.